# Valerie Arioto
Valerie "Val" Ann Arioto (Pleasanton, 10 de abril de 1989) é uma jogadora de softbol estadunidense, que joga na posição de arremessadora (pitcher).

## Carreira
Arioto foi arremessadora e infielder do California Golden Bears na Conferência Pac-12. Ela compôs o elenco da Seleção dos Estados Unidos de Softbol Feminino nos Jogos Olímpicos de Verão de 2020 em Tóquio, onde conquistou a medalha de prata após confronto contra a equipe japonesa na final da competição.